# Fender Precision Bass
Fender Precision Bass je prva električna bas kitara na svetu, ki jo je izumil Leo Fender. Na tržišče je prišla leta 1951. Šele leta 1957 je dobila današnji zunanji izgled. Je najuspešnejša bas kitara vseh časov in nesmiselno je naštevati, kdo od znanih bas kitaristov je igral nanjo, saj praktično ni nobenega priznanega glasbenika s tega področja, ki je ni uporabljal vsaj en del svoje kariere. Vseeno bomo našteli tiste, katerih stil se je identificiral s tem inštrumentom, ki ima najbolj univerzalni zvok - ki se staplja z vsemi glasbenimi zvrstmi tega sveta.

## Bas kitaristi Precision modela
- John Deacon, Queen
- Donald »Duck« Dunn, Blues Brothers
- Adam Clayton, U2
- Phil Lynott, Thin Lizzy
- Steve Harris, Iron Maiden
- Duff McKagan, Guns'n'Roses
- Sting, The Police - fretless bas kitara
- Pino Palladino - fretless bas kitara
- Sid Vicious - Sex Pistols